# سانگولی لامیزانا
سانگولی لامیزانا (انگلیسی: Sangoulé Lamizana; زاده ۳۱ ژانویهٔ ۱۹۱۶ – درگذشته ۲۶ مهٔ ۲۰۰۵) سیاست‌مدار اهل جمهوری ولتای علیا بود. وی از ۳ ژانویه ۱۹۶۶ تا ۲۵ نوامبر ۱۹۸۰ رئیس‌جمهور این کشور بود.
سانگولی لامیزانا در ۲۶ مه ۲۰۰۵، در سن ۸۹ سالگی درگذشت.